# Anthus latistriatus
El bisbita de Jackson (Anthus latistriatus) es una especie de ave paseriforme de la familia  Motacillidae endémica de la región de los Grandes Lagos de África. Es un pájaro escaso, del que se sabe muy poco.

## Taxonomía
Anteriormente fue considerado una subespecie del bisbita africano. (Sibley y Monroe sugieren que podría ser con-específica con la subespecie  bannermani del bisbita africano.)  Otros especialistas le han considerado una subespecie o morfismo del bisbita africano.  Van Perlo no solo lo considera una subespecie del bisbita africano, sino que además al igual que otros autores, considera al bisbita africano conespecífico con el bisbita de Richard.

## Descripción
El aspecto del bisbita de Jackson parece sugerir una versión oscura del bisbita africano. Mide unos 16 cm de largo. Su pico es oscuro y su mandíbula inferior es rosada. Su dorso es marrón, más oscuro que el color de la mayoría de los otros bisbitas africanos, con jaspeado oscuro.
Su cabeza posee el mismo color que el dorso y esta marcada con white lores (cosa rara en los bisbitas africanos) y una ceja blanca que se curva hasta atrás de su cachete donde se junta con una franja malar blanca. Sus partes inferiores son distintas de las del bisbita africano ya que son rufas en vez de blancas y posee pintas que se continúan en sus laterales. También posee una mancha rufa en el lateral del cuello. Muchas de las plumas de sus alas poseen bordes rufos, y las plumas externas de su cola son blancas.

## Distribución
Habita en praderas montanas y migra hacia latitudes menores, en el centro-este de la República Democrática del Congo y el sur de Uganda. Van Perlo indica una población aislada en la zona de la frontera Malawi-Zambia, aparentemente en el parque nacional Nyika.